# Филиппины на летних Олимпийских играх 1928
Филиппины принимали участие в Летних Олимпийских играх 1928 года в Амстердаме (Северная Голландия, Нидерланды) во второй раз за свою историю, и завоевали одну бронзовую медаль.

## Бронза
- Плавание, мужчины, 200 метров, брасс — Теофило Йлдефонсо.